# Ратнікова Вікторія Олександрівна
Вікторія Олександрівна Ратнікова (нар. 15 травня 1999) — українська легкоатлетка, яка спеціалізується в бігу на короткі дистанції, чемпіонка України у спринтерських дисциплінах.
На національних змаганнях представляє Запорізьку область.
Тренується під керівництвом Костянтина та Олени Рураків.

## Основні міжнародні виступи
| Рік  | Змагання                      | Місто                | Місце | Дисципліна | Примітки |
| ---- | ----------------------------- | -------------------- | ----- | ---------- | -------- |
| 2016 | Чемпіонат Європи серед юнаків | Тбілісі              | 3пф8  | 100 м      |          |
| 2016 | 3пф5                          | 200 м                |       |            |          |
| 2016 | 6                             | комбінована естафета |       |            |          |
| 2019 | Чемпіонат Європи серед молоді | Євле                 | 1заб6 | 100 м      |          |
| 2019 | 3заб5                         | 200 м                |       |            |          |
| 2019 | Командний чемпіонат Європи    | Бидгощ               | 1заб6 | 100 м      |          |
| 2019 | 9                             | 4×100 м              |       |            |          |